# Глухолази (гміна)
Гміна Глухолази (пол. Gmina Głuchołazy) — місько-сільська гміна у південно-західній Польщі. Належить до Ниського повіту Опольського воєводства.
Станом на 31 грудня 2011 у гміні проживало 25084 особи.

## Площа
Згідно з даними за 2007 рік площа гміни становила 167.98 км², у тому числі:
- орні землі: 69.00%
- ліси: 18.00%

Таким чином, площа гміни становить 13.73% площі повіту.

## Населення
Станом на 31 грудня 2011:
| Опис     | Загалом | Загалом | Чоловіки | Чоловіки | Жінки | Жінки |
| -------- | ------- | ------- | -------- | -------- | ----- | ----- |
| одиниця  | осіб    | %       | осіб     | %        | осіб  | %     |
| все      | 25084   | 100     | 12178    | 48.55    | 12906 | 51.45 |
| міське   | 14421   | 100     | 6872     | 47.65    | 7549  | 52.35 |
| сільське | 10663   | 100     | 5306     | 49.76    | 5357  | 50.24 |

## Сусідні гміни
Гміна Глухолази межує з такими гмінами: Ниса, Отмухув, Прудник.